# Mount Odin, Västantarktis
Mount Odin är ett berg i Antarktis. Det ligger i Västantarktis. Argentina, Chile och Storbritannien gör anspråk på området. Toppen på Mount Odin är 1 465 meter över havet.
Terrängen runt Mount Odin är huvudsakligen lite bergig. Trakten är obefolkad. Det finns inga samhällen i närheten.